# Magnus Pegelius
Magnus Pegelius (Rostock, 15 de maio de 1547 — Estetino, 1619) foi um médico e matemático alemão. Também é referido como Magnus Pegel.
Magnus Pegel era filho do professor de Retórica Konrad Pegel. Pegelius foi um dos primeiros autores a tratar sobre a teoria da transfusão de sangue, em 1604.
Em 1570 tornou-se doutor na Faculdade de Medicina com um tratado que falava sobre a peste.  Em Rostock deu aulas de matemática e de astronomia. Em 1589 se casou com uma filha do prefeito de Rostock.  Magnus Pegel foi contemporâneo de Tycho Brahe (1546-1601) e Jost Bürgi (1552-1632), com quem deve ter feito contato.
Em 1593/1594 tornou-se reitor da Universidade de Rostock.

## Obras
- "Disputatio de peste"
- "Universi seu mundi Diatyposis"
- "Thesaurus rerum selectarum"
- "Aphorismi thesum selectarum"